# 符腾堡自由人民邦
符腾堡自由人民邦（德語：Freier Volksstaat Württemberg），是威瑪共和國及納粹德國時期德國符腾堡地區的一個邦。

## 1918年－1932年
第一次世界大战临近结束的时候，德国经历了一場充滿暴力的革命運動，而符腾堡王国卻没有流血地从君主制順利過渡到民主共和制，其边界和内部管理也保持不变。国王威廉二世1918年11月30日退位，随着其新宪法與1919年的《魏玛宪法》的陸續導入，符腾堡成為魏瑪共和國所屬成员国。
當時德国魏玛政權的政治情勢頗為动荡不安；相形之下，符腾堡的政治发展顯得连续和稳定。符腾堡州议会从1920年到1932年這三屆，每屆都完整任滿四年任期，而不像联邦層次一樣不順利。初期社会民主党人在符腾堡佔優勢，但很快失去了他们的影响力。从1924年到1933年這段期間，保守联盟掌控政府。尽管在德国在1920年代至1930年代屢受金融危机的困擾，符腾堡州经济发展表現得比其他各邦更好，而其首府斯图加特也因此成為金融與文化的区域中心。

## 1933年－1952年
1933年纳粹党取得联邦政权後，取消所有非纳粹的政治组织。符腾堡與所有其他自由邦通通被废除。它被併入符腾堡-霍亨索伦大管區。第二次世界大战后，符腾堡轄區被美国和法国軍隊佔領，分割成面積較大的符腾堡-巴登（美軍佔領區）與較小的符腾堡-霍亨索倫（法軍佔領區）兩個新「邦」。1952年，这两个邦與巴登合併，形成當今的巴登-符腾堡。